# Código de Lipit-Ishtar
El Código de Lipit-Ishtar es una colección de leyes promulgadas por Lipit-Ishtar (r. 1934 - 1924 a. C. (MC)), gobernante de la Baja Mesopotamia. Como ley cuneiforme, es un código legal escrito en escritura cuneiforme en lengua sumeria.
Es el segundo código legal existente más antiguo conocido después del Código de Ur-Nammu. Como es más detallado que el código anterior, allanó el camino para el famoso Código de Hammurabi posterior.

## Historia

### Antecedentes históricos
Lipit-Ishtar (r. 1934 - 1924 a. C. (MC)) fue el quinto rey de la dinastía de Isin, fundada tras el colapso de la Tercera Dinastía de Ur. A su padre, Ishme-Dagan, se le atribuye la restauración de Nippur, una antigua ciudad sumeria situada en el actual Irak. La dinastía de Isin gobernó la ciudad de Isin, también situada en el actual Irak, y ejerció el poder político en las ciudades de la Baja Mesopotamia.
Se dice que el propio Lipit-Ishtar restauró la paz y es elogiado por el establecimiento de un sistema legal que funciona.

### Estela original
La estela de diorita original con el código inscrito se colocó en Nippur. Dos piezas de esta estela han sobrevivido hasta el día de hoy. La académica estadounidense Martha Roth señala que durante este período existía una tradición de nombrar años individuales después de eventos notables que ocurrieron en ese año y sostiene que un año con nombre podría conmemorar la construcción de la estela. En su traducción al español, el año se nombra de la siguiente manera:

El año en el que Lipit-Ishtar estableció la justicia en las tierras de Sumeria y Agadé
Lipit-Ishtar (traducido por Martha Roth)

### Transmisión
El código se ha transmitido hasta nuestros días a través de diversas fuentes. Todos menos dos provienen de Nippur. Aproximadamente la mitad del código está contenido en estas fuentes y, por lo tanto, se transmite. Se considera que la longitud total del código es aproximadamente la misma que la del posterior Código de Hammurabi.